# Шаран (кратки филм)
„Шаран” је југословенски кратки филм из 1991. године. Режирао га је Милош Радивојевић а сценарио је написао Живорад Жика Лазић.

## Улоге
| Глумац            | Улога |
| ----------------- | ----- |
| Драган Зарић      |       |
| Душан Јанићијевић |       |
| Владан Живковић   |       |
| Марко Ратић       |       |